# Carl Gottlieb Reissiger
Carl Gottlieb Reissiger (ou Reißiger) est un compositeur allemand, né à Belzig le 31 janvier 1798 et mort à Dresde le 7 novembre 1859.

## Biographie

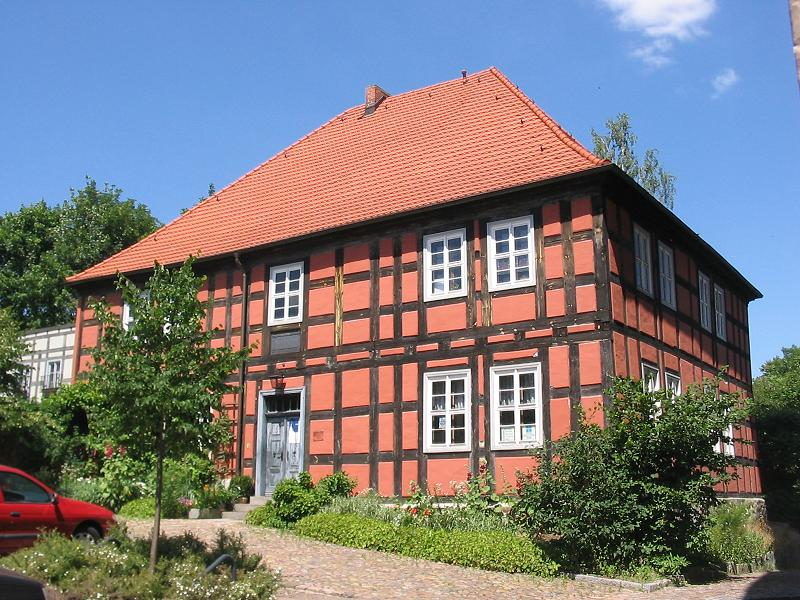
Maison natale de Reissiger, à Belzig, au centre du district de Potsdam-Mittelmark, dans l’État de Brandebourg en Allemagne.

Carl Gottlieb Reissiger, fils de l’organiste Christian Gottlieb Reissiger, « s’était déjà fait remarquer dès sa dixième année par son habileté sur le piano » avant d’étudier de 1811 à 1818 à la Thomasschule de Leipzig où il fut l’élève de Johann Gottfried Schicht pour le piano et la composition.  En 1821, il se rendit à Vienne pour travailler la composition avec Antonio Salieri et l’année suivante, il gagna Munich pour étudier la composition et le chant avec Peter Winter.
Reissiger alla ensuite à Berlin, où ses protecteurs « obtinrent pour lui du roi de Prusse un subside pour faire un voyage ; le ministère le chargea de recueillir des notes en France et en Italie concernant l'organisation d'un conservatoire, qu'on avait le dessein d'établir à Berlin. Reissiger partit de cette ville au mois de juillet 1824, et prit sa route par la Hollande pour se rendre à Paris, où il arriva au mois d'août. Il y resta jusqu'au mois de février 1825 ; mais le placement de quelques-uns de ses ouvrages chez les éditeurs de musique de cette ville lui permit de suffire aux dépenses qu'il y fit. Dans son voyage en Italie, il visita Turin, Gênes, Milan, Florence, Bologne, Rome et Naples. Après un séjour de quatre semaines dans cette dernière ville, il retourna à Rome [...], puis, au mois d'octobre 1825, il retourna à Berlin en visitant Padoue, Venise, le Tyrol et Vienne.
À Berlin, Reissiger fut chargé de dresser les plans d'un Conservatoire de musique sur une grande échelle, pour les États prussiens. Ce projet obtint l'approbation d'une commission nommée par le gouvernement, cependant il n'a pas reçu son exécution. Son auteur fut désigné, dans le même temps, comme professeur de l'Institution musicale dirigée par Zelter. Au mois d'octobre 1826, il fut appelé à La Haye pour y organiser le Conservatoire, qui y subsiste encore.
De retour à Berlin, il y reçut la nomination de directeur de musique à Dresde en remplacement de Marschner, qui venait d'être appelé à Hanovre. Là il dut déployer une activité extraordinaire, car indépendamment de la direction de la musique de l'Opéra allemand, on lui donna aussi celle de l'Opéra italien, pendant une maladie grave de Morlacchi. Les preuves de talent qu'il donna dans ses doubles fonctions lui firent accorder par le roi de Saxe Antoine Ier, en 1828, le titre de maître de chapelle, dont la place était devenue vacante par la mort de Carl Maria von Weber. [...]
Reissiger jouit en Allemagne d'une estime méritée, quoiqu'on ne puisse le classer parmi les compositeurs de génie dont les productions font époque dans l'histoire de l'art. ».

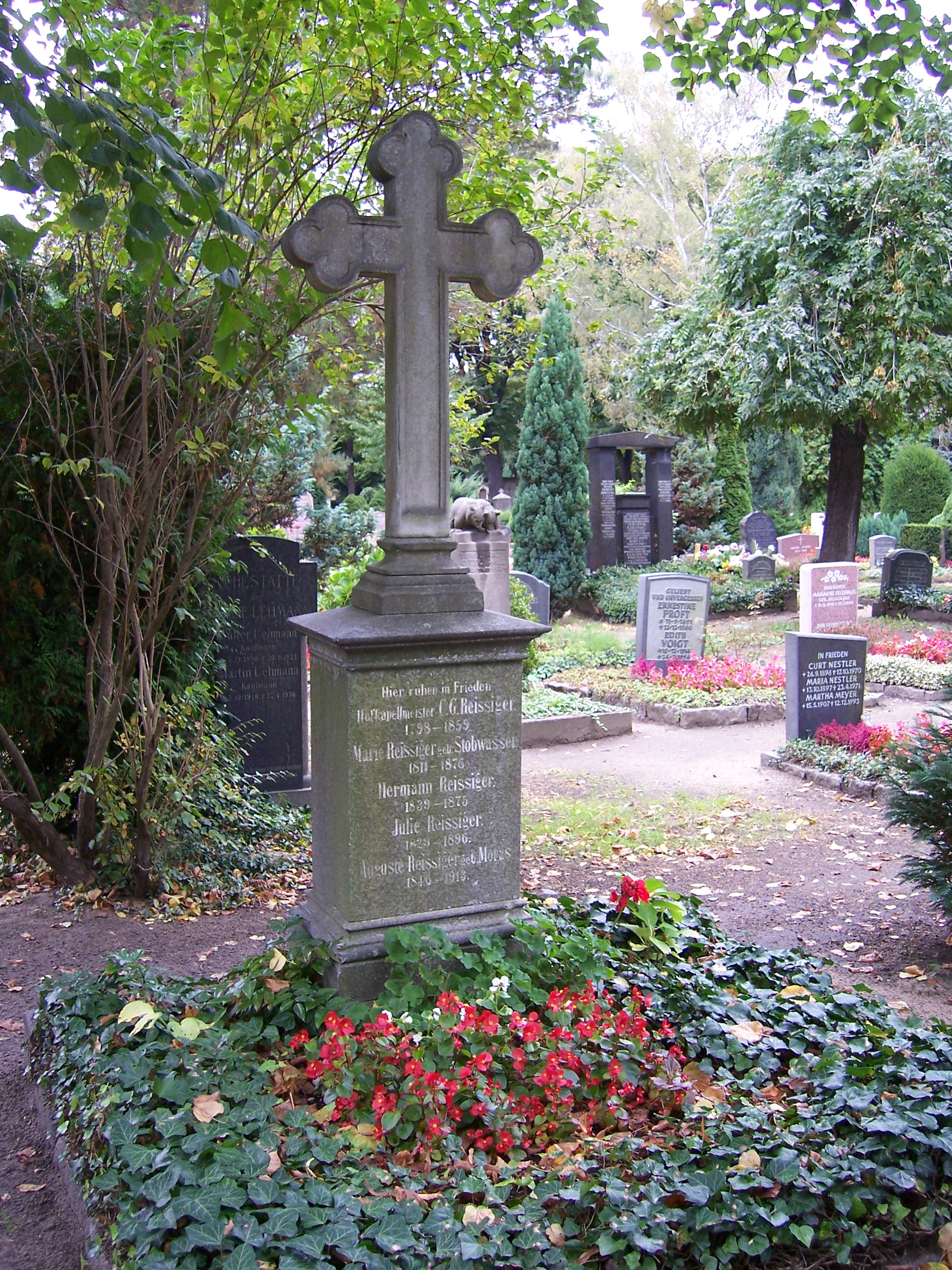
Tombe de Reissiger à Dresde

Reissiger termina donc sa carrière en succédant à Weber comme directeur de l’opéra de la cour à Dresde, avant d’y être nommé maître de chapelle de la cour, poste qu’il conserva jusqu’à sa mort. Il est enterré à Dresde.

## Œuvres

### Dernière pensée de Weber
La pièce la plus connue de Reissiger a longtemps été une courte pièce pour piano seul surnommée Dernière pensée musicale de Weber (ou Dernière valse de Weber), notamment citée dans La chute de la maison Usher d'Edgar Allan Poe. Un manuscrit de cette pièce, publiée ensuite dans les danses brillantes op. 26 (vers 1828) a été envoyé par Reissiger à son ami Carl Maria von Weber, et s'est retrouvé dans les papiers de ce dernier à sa mort. Ceci a pu faire penser que cette pièce était de Weber, confusion qui a contribué à sa large diffusion (comme on peut le voir dans les Classiques favoris du piano publiés en 1916). Satie fera allusion à cette pièce dans le titre de ses Avant-dernières pensées, dédiées à des amis compositeurs.

### Musique de chambre
Comme celles de Spohr et de George Onslow, la musique de chambre de Reissiger reste dans les limites de la tradition de Mozart et de Beethoven.
Si elle ne figure plus depuis longtemps au programme de concerts, « ses trios avec piano, tout au moins, ont longtemps conservé une place dans la musique de chambre familiale et entre amis. Ils ont connu une telle vogue en leur temps que Reissiger a eu du mal à faire face à la demande pour ce type de composition dans les salons de Dresde. ».
De fait, « l’idéal musical de la bourgeoise de l’époque se reflète parfaitement dans les œuvres de Reissiger », estime Folker Göthel, qui affirme en outre que Schumann jugeait les trios de Reissiger « façonnés de manière exemplaire ».
Bien que Reissiger ait nettement privilégié l’aspect mélodique par rapport à l’écriture contrapuntique, son œuvre ne mérite pas d’être complètement négligée, car ses compositions ont souvent témoigné d’une « inspiration charmante ».
En résumé, la musique de Reissiger, facilement accessible, témoigne d’une excellente maîtrise technique, mais sa qualité et son inspiration sont inégales.

#### Quintettes
- Quintette à cordes (2 violoncelles), en sol majeur, op. 90
- Quintette avec piano en mi bémol majeur, op. 20
- Quintette avec piano en sol majeur, op. 191
- Quintette avec piano en fa majeur, op. 209
- Quintette pour piano, violon, alto, violoncelle & contrebasse, op. 206

#### Quatuors

##### Quatuors à cordes
- Quatuor à cordes en la majeur, op. 111 n° 1
- Quatuor à cordes en si mineur, op. 111 n° 2
- Quatuor à cordes en mi bémol majeur, op. 111 n° 3
- Quatuor à cordes en fa mineur, op. 155
- Quatuor à cordes en mi bémol majeur, op. 179
- Quatuor à cordes en sol majeur, op. 211 n° 1
- Quatuor à cordes en fa majeur, op. 211 n° 2
- Quatuor à cordes en ré majeur, op. 211 n° 3

##### Quatuors avec piano
- Quatuor avec piano en la mineur, op. 29
- Quatuor avec piano en ut mineur, op. 70
- Quatuor avec piano en ré majeur, op. 108
- Quatuor avec piano en mi bémol majeur, op. 138
- Quatuor avec piano en mi bémol majeur, op. 141
- Quatuor avec piano en si majeur, op. 173
- Quatuor avec piano en la mineur, op. 199

#### Trios avec piano

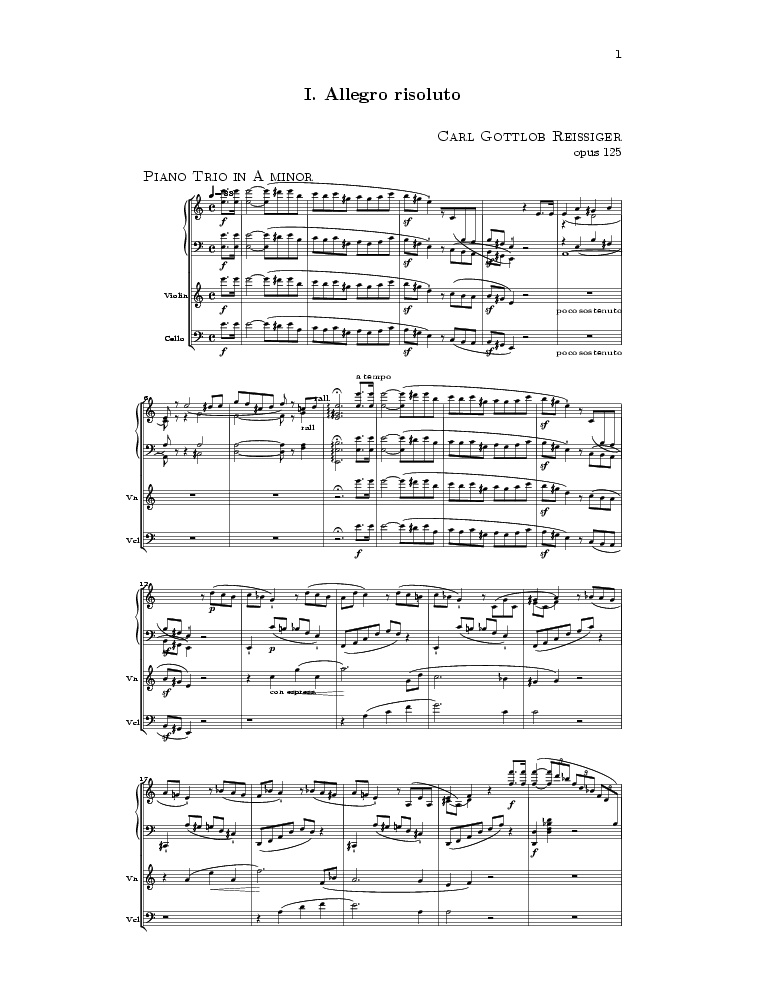
La première page du trio avec piano en la mineur opus 125, probablement publié vers 1838.

- Trio avec piano en ré majeur, op. 25
- Trio avec piano en si bémol majeur, op. 33
- Trio avec piano en ut majeur, op. 40
- Trio avec piano en fa dièse mineur, op. 56
- Trio avec piano en ré majeur, op. 75
- Trio avec piano en mi bémol majeur, op. 77
- Trio avec piano en mi majeur, op. 85
- Trio avec piano en fa majeur, op. 97
- Trio avec piano en fa mineur, op. 103
- Trio avec piano en ré mineur, op. 115
- Trio avec piano en la mineur, op. 125
- Trio avec piano en fa mjeur, op. 137
- Trio avec piano en mi mineur, op. 150
- Trio avec piano en ré mineur, op. 158
- Trio avec piano en la mineur, op. 167
- Trio avec piano en sol mineur, op. 170
- Trio avec piano en ré mineur, op. 183
- Trio avec piano en si mineur, op. 188
- Trio avec piano en ré majeur, op. 192
- Trio avec piano en ré majeur, op. 196
- Trio avec piano en sol majeur, op. 201
- Trio avec piano en ré majeur, op. 205
- Trio avec piano en ré mineur, op. 213
- Trio facile & brillant pour piano, violon & violoncelle, en sol majeur, op. 164
- Trio facile & brillant pour piano, violon & violoncelle, en ré mineur, op. 175
- Trio facile & brillant pour piano, violon & violoncelle, sol mineur, op. 181
- Trio facile & brillant pour piano, violon & violoncelle, en sol majeur op. 186

#### Sonates
- Sonate pour violon & piano en ré majeur, op. 45
- Sonate pour violon & piano en la majeur, op. 102
- Sonate pour violon & piano en la mineur, op. 178
- Sonate pour violon & piano en la mineur, op. 185
- Sonate pour violon & piano en si mineur, op. 190
- Sonate pour violoncelle & piano en la mineur, op. 147
- Sonate pour violoncelle & piano en la mineur, op. 152
- Grand duo en forme de sonate pour violon ou flûte & piano, en mi mineur, op. 94
- Duo concertant pour violon ou clarinette & piano, op. 130

## Enregistrement
- Concertino en mi bémol majeur op. 63 par Dieter Klöcker (clarinette) et le Radio-Symphonie-Orchester Berlin dirigé par Jesús López Cobos (Koch Swann 311 045 H1, 1986)